# Repère de référence céleste international
Pour les articles homonymes, voir Repère.
Le Repère de référence céleste international (RRCI ; en anglais International Celestial Reference Frame, ICRF) est un catalogue de repères extragalactiques. Il est adopté par l'Union astronomique internationale depuis le 1er janvier 1998 pour définir les repères de base du système de coordonnées équatoriales dans le cadre de l'ICRS.
L'ICRF est actuellement basé sur 608 sources radio extragalactiques dont les coordonnées sont mesurées par interférométrie à longue base (des 608 sources contenues dans le catalogue, 212 servent à la définition des axes de coordonnées du repère ICRS étant donné leur haute qualité astrométrique). Le système de coordonnées précédent était basé sur le catalogue FK5 établi dans le spectre visible, l'interférométrie étant difficile à mettre en œuvre dans le visible. C'est donc dans le domaine radio, par ailleurs spectre d'émission des radiogalaxies, que cette technique fournit les meilleurs résultats.